# Kreisliga Westsachsen
Die Kreisliga Westsachsen war eine der obersten Fußballligen des Verbandes Mitteldeutscher Ballspiel-Vereine (VMBV). Sie wurde 1919 im Zuge einer Spielklassenreform seitens des VMBV ins Leben gerufen und bestand bis 1923. Der Sieger qualifizierte sich für die Endrunde der mitteldeutschen Fußballmeisterschaft.

## Überblick
1919 beschloss der VMBV, über die bestehenden Gauligen sogenannte Kreisligen als erste Spielklassen einzuführen, die mehrere Gaue beinhalteten. Zuvor war die Anzahl an erstklassigen Ligen teilweise bereits auf über 20 angestiegen, was eine Verwässerung des Spielniveaus in der mitteldeutschen Fußballendrunde verursachte. Die Kreisliga Westsachsen beinhaltete die Gaue Göltzschtal, Westsachsen und Vogtland und wurde zu Beginn mit acht Mannschaften ausgetragen. Die Liga wurde dann schrittweise auf zehn Teilnehmer erhöht. In der Saison 1922/23 gab es zwei Staffeln mit je sieben Mannschaften, die Staffelsieger spielten in einem Finale den Kreismeister aus. Zur Spielzeit 1923/24 wurden die Kreisligen wieder abgeschafft, fortan bildeten erneut die zahlreichen Gauligen die ersten Spielklassen innerhalb es VMBVs.
Die Kreisliga Westsachsen wurde vom SV Konkordia Plauen dominiert, der sich sämtliche vier ausgespielten Kreismeisterschaften sichern konnte. In den mitteldeutschen Fußballendrunden war der Verein jedoch gegen die spielstarken Vereine aus Leipzig, Dresden und Halle chancenlos.

## Meister der Kreisliga Westsachsen 1920–1923
| Jahr    | Kreismeister Westsachsen | Abschneiden mitteldt. Meisterschaft a | Mitteldeutscher Meister     |
| ------- | ------------------------ | ------------------------------------- | --------------------------- |
| 1919/20 | SV Konkordia Plauen      | 4/6                                   | VfB Leipzig                 |
| 1920/21 | SV Konkordia Plauen      | 6/7                                   | FC Wacker Halle             |
| 1921/22 | SV Konkordia Plauen      | 5/7                                   | SpVgg 1899 Leipzig-Lindenau |
| 1922/23 | SV Konkordia Plauen      | Viertelfinale                         | SV Guts Muts Dresden        |

## Rekordmeister
Rekordmeister der Kreisliga Saale ist der SV Konkordia Plauen, der den Titel viermal gewinnen konnte.
|  | Verein              | Titel | Jahr                               |
|  | ------------------- | ----- | ---------------------------------- |
|  | SV Konkordia Plauen | 4     | 1919/20, 1920/21, 1921/22, 1922/23 |

## Ewige Tabelle
Berücksichtigt sind alle überlieferten Spielzeiten der erstklassigen Kreisliga Westsachsen von 1919 bis 1923 inklusive der 1922/23 stattgefundenen Finalspiele zwischen den Staffelsiegern.
| Pl. | Verein                      | Jahre | Sp. | S  | U  | N  | T+  | T-  | Diff. | Punkte | Ø-Pkt. | Titel | Gau                 |
| --- | --------------------------- | ----- | --- | -- | -- | -- | --- | --- | ----- | ------ | ------ | ----- | ------------------- |
| 1.  | SV Konkordia Plauen         | 4     | 61  | 51 | 3  | 7  | 207 | 61  | +146  | 105:17 | 1,72   | 4     | Vogtland            |
| 2.  | Plauener SuBC               | 4     | 60  | 35 | 5  | 20 | 166 | 89  | +77   | 75:45  | 1,25   | 0     | Vogtland            |
| 3.  | VfB Glauchau                | 4     | 61  | 31 | 11 | 19 | 119 | 107 | +12   | 73:49  | 1,2    | 0     | Westsachsen         |
| 4.  | 1. Vogtländischer FC Plauen | 4     | 60  | 27 | 5  | 28 | 148 | 153 | −5    | 59:61  | 0,98   | 0     | Vogtland            |
| 5.  | SpVgg Falkenstein           | 4     | 60  | 26 | 6  | 28 | 138 | 119 | +19   | 58:62  | 0,97   | 0     | Göltzschtal         |
| 6.  | Zwickauer SC                | 4     | 60  | 25 | 7  | 28 | 101 | 104 | −3    | 57:63  | 0,95   | 0     | Westsachsen         |
| 7.  | VfB Plauen                  | 3     | 45  | 15 | 10 | 20 | 67  | 99  | −32   | 40:50  | 0,89   | 0     | Vogtland            |
| 8.  | SpVgg Plauen                | 4     | 60  | 15 | 9  | 36 | 66  | 135 | −69   | 39:81  | 0,65   | 0     | Vogtland            |
| 9.  | SpVgg 1907 Meerane          | 4     | 59  | 14 | 10 | 35 | 79  | 154 | −75   | 38:80  | 0,64   | 0     | Westsachsen         |
| 10. | VfB 1907 Reichenbach        | 2     | 30  | 10 | 5  | 15 | 47  | 63  | −16   | 25:35  | 0,83   | 0     | Gauliga Göltzschtal |
| 11. | VfL 1905 Zwickau            | 1     | 12  | 7  | 2  | 3  | 32  | 19  | +13   | 16:80  | 1,33   | 0     | Westsachsen         |
| 12. | Planitzer SC                | 1     | 12  | 2  | 3  | 7  | 13  | 31  | −18   | 7:17   | 0,58   | 0     | Westsachsen         |
| 13. | VfB Auerbach                | 1     | 12  | 3  | 1  | 8  | 15  | 35  | −20   | 7:17   | 0,58   | 0     | Göltzschtal         |
| 14. | FC 02 Schedewitz            | 1     | 12  | 1  | 3  | 8  | 9   | 39  | −30   | 5:19   | 0,42   | 0     | Westsachsen         |